# Ергардт (Південна Кароліна)
Ергардт (англ. Ehrhardt) — місто (англ. town) в США, в окрузі Бемберг штату Південна Кароліна. Населення — 457 осіб (2020).

## Географія
Ергардт розташований за координатами 33°5′55″ пн. ш. 81°0′50″ зх. д. / 33.09861° пн. ш. 81.01389° зх. д. (33.098512, -81.013822).  За даними Бюро перепису населення США в 2010 році місто мало площу 8,06 км², уся площа — суходіл.

## Демографія
Згідно з переписом 2010 року, у місті мешкало 545 осіб у 231 домогосподарстві у складі 135 родин. Густота населення становила 68 осіб/км².  Було 320 помешкань (40/км²).
Расовий склад населення:
| - 49,4 % — чорних або афроамериканців - 46,8 % — білих - 0,7 % — азіатів - 0,4 % — корінних американців - 1,8 % — осіб інших рас |

До двох чи більше рас належало 0,9 %. Частка іспаномовних становила 2,0 % від усіх жителів.
За віковим діапазоном населення розподілялося таким чином: 20,2 % — особи молодші 18 років, 58,7 % — особи у віці 18—64 років, 21,1 % — особи у віці 65 років та старші. Медіана віку мешканця становила 48,6 року. На 100 осіб жіночої статі у місті припадало 85,4 чоловіків;  на 100 жінок у віці від 18 років та старших — 83,5 чоловіків також старших 18 років.
Середній дохід на одне домашнє господарство  становив 41 410 доларів США (медіана — 35 956), а середній дохід на одну сім'ю — 48 831 долар (медіана — 47 697). За межею бідності перебувало 33,2 % осіб, у тому числі 37,8 % дітей у віці до 18 років та 18,7 % осіб у віці 65 років та старших.
Цивільне працевлаштоване населення становило 182 особи. Основні галузі зайнятості: транспорт — 23,6 %, освіта, охорона здоров'я та соціальна допомога — 17,6 %, виробництво — 16,5 %.